# 세브고
세브고(영어: Cebgo)은 니노이 아키노 국제공항을 허브로 하는 필리핀의 저비용 항공사이다. 과거에 사우스 이스트 아시안 항공(영어: South East Asian Airlines, SEAA)으로 시작, 타이거 항공 필리핀으로 개명하다가 지금의 사명으로 운영하고 있다. 세부퍼시픽이 인수 함에 따라 자회사로 편입하게 되었으며 허브 공항도 기존의 클라크 국제공항서 니노이 아키노 국제공항으로 이전하였다. 주로 필리핀의 국내선 노선을 취항하고 있다.

## 개요
이 항공사는 1995년 사우스 이스트 아시안 항공으로 설립 되었으며 이듬해 운항을 시작하였다. 그러나 2006년 9월 싱가포르의 저가 항공사인 타이거 항공이 자본을 참여 하면서 이 항공사를 인수하게 되었고 사명을 타이거 항공 필리핀으로 개명하였다. 이후 2014년 세부퍼시픽이 항공사의 전체 지분을 구매함에 따라 기업을 인수하게 되었고 현재의 사명으로 개명하게 되었다.

## 운항 노선
|  | 허브        |
|  | 포커스 시티 |
|  | 취항 예정지 |
|  | 계절편      |
|  | 전세편      |
|  | 단항 노선   |

## 보유 기종[4]
- 2020년 7월 기준으로 세브고는 다음과 같이 보유하고 있다.

## 사진

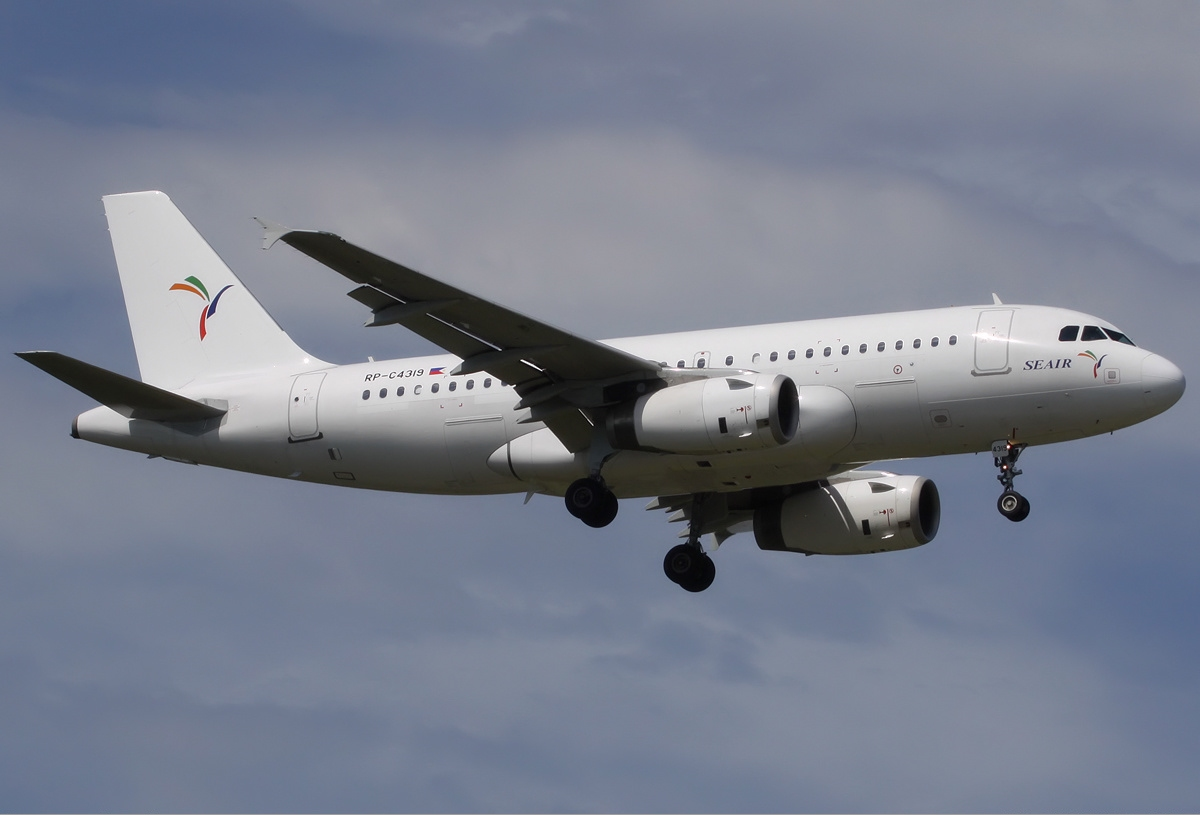
타이거 항공 필리핀의 에어버스 A319-100
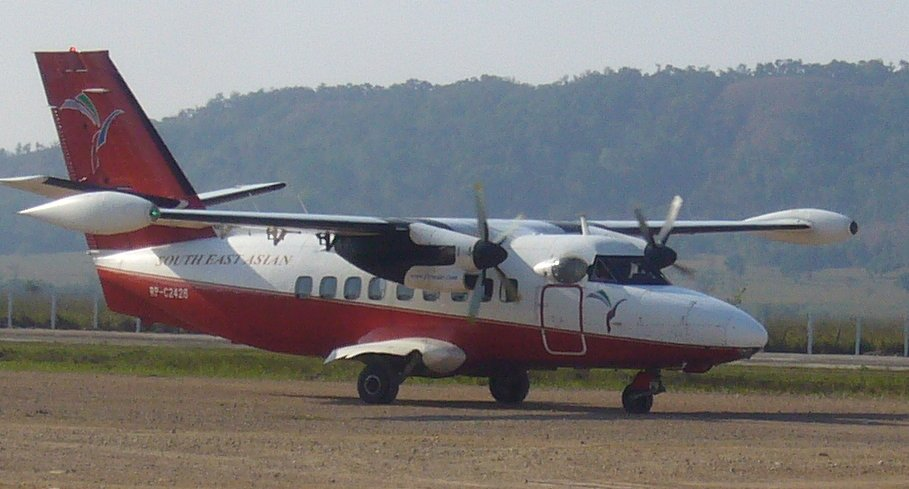
타이거 항공 필리핀의 렛 L-410 UVP 구도색
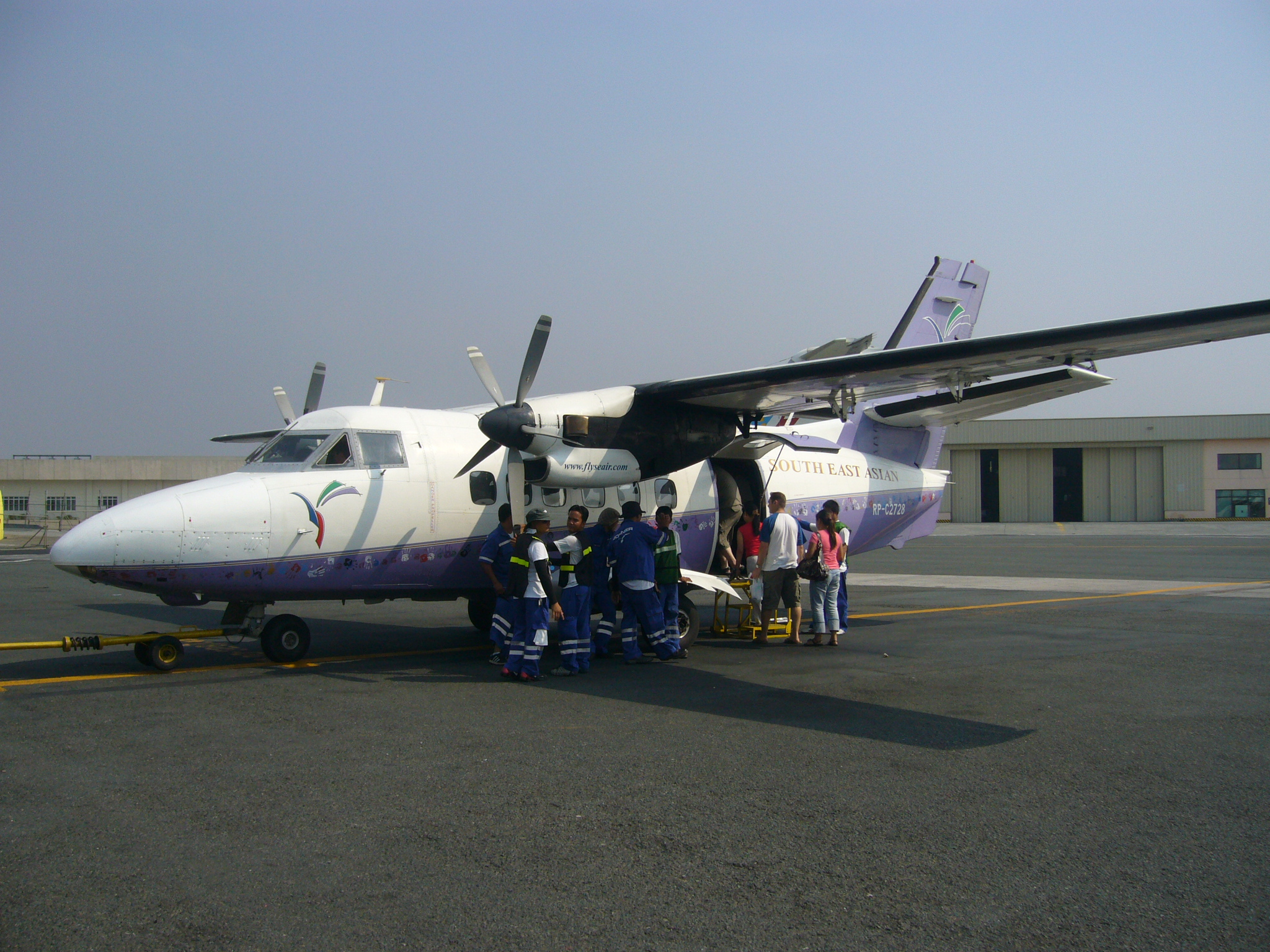
타이거 항공 필리핀의 렛 L-410 UVP